# Coligny (Adelsgeschlecht)
Coligny war eine Familie des burgundischen und später französischen Adels. 

## Geschichte
Die Familie stammt aus Coligny und ist dort erstmals am Ende des 10. Jahrhunderts nachzuweisen, durchgängig dann ein Jahrhundert später.
Nach mehreren Jahrhunderten mit lediglich regionaler Bedeutung geriet die Familie vor allem im Zusammenhang mit den Hugenottenkriegen in das Zentrum der französischen Politik.
Die bekanntesten Familienmitglieder sind:
- Hugo von Coligny († 1205),
- Gaspard I. de Coligny, seigneur de Châtillon († 1522), französischer Heerführer, ab 1516 Marschall von Frankreich
- Odet de Coligny (1517–1571), Sohn von Gaspard I. de Coligny, Kardinal von Châtillon
- Gaspard II. de Coligny, seigneur de Châtillon (1519–1572), französischer Admiral und Hugenottenführer, Sohn von Gaspard I. de Coligny
- François de Coligny-d’Andelot (1521–1569), Sohn von Gaspard I. de Coligny
- François de Coligny (1557–1591), französischer Adeliger, Kommandant und Hugenottenführer
- Gaspard III. de Coligny (1584–1646), französischer Heerführer, ab 1622 Marschall von Frankreich, 1643 Herzog von Coligny, Enkel von Gaspard II. de Coligny
- Louise de Coligny, Tochter von Gaspard II. de Coligny

## Stammliste (Auszug)

### Bis zum Ende des 13. Jahrhunderts
- Manassès, Sire de Coligny 974

1. Manassès, Seigneur de Coligny; ⚭ Adelheid, † vor 1115, Tochter von Amadeus II., Graf von Maurienne, Markgraf von Turin (Stammliste des Hauses Savoyen)
  1. Humbert I., Seigneur de Coligny, Gründer der Abtei Notre-Dame du Miroir
    1. Guerric, † kurz nach 1161, Seigneur de Coligny et de Saint-André-sur-Suran
      1. Humbert II., † 1190, Seigneur de Coligny; ⚭ Ida von Vienne, † 1224, Tochter von Gerhard, Graf von Mâcon und Vienne (Haus Burgund-Ivrea), sie heiratete in zweiter Ehe Simon II., Herzog von Lothringen (Haus Châtenois)
        1. Amé I., † 1228/30, Seigneur de Coligny
        2. Hugues, X 1206, Seigneur de Coligny-le-Neuf, de Marboz, de Trefport, de Saint-André-sur-Suran, de Varey, de Saint-Sorlin etc.; ⚭ Béatrix d’Albon, 1162 Dauphine de Viennois, Comtesse d’Albon et de Grenoble, Erbtochter von Guigues V. Dauphin de Viennois (Haus Albon), Witwe von Albéric Taillefer, Comte de Saint-Gilles, Sohn von Raimund V., Graf von Toulouse (Haus Toulouse), und Witwe von Hugues III., Herzog von Burgund (Älteres Haus Burgund)
          1. Béatrix, † 1240/41, Dame de Malleval et de Rochechaume; ⚭ Albert III., Sire de La Tour(-du Pin), † 1259/60 (Haus La Tour-du-Pin)
          2. Marie, 1234/66 Dame de Varey, de Vaux et de Saint-Sorlin; ⚭ 1241 Raoul (Rodolphe), 1253 Graf von Genf, † 1265

        3. Guillaume, † vor 1231, Seigneur de Coligny-le-Neuf
        4. Humbert III., † 1211, Seigneur d’Andelot
          1. Amédée II., † vor 1256, Sire de Coligny-le-Vieil et d’Andelot, Seigneur de Chevreau et de Jasseron; ⚭ Alix de Cuiseaux 
            1. Guillaume, † vor 1275, Sire de Coligny-le-Vieil, Seigneur de Chevreau et de Jasseron
              1. Marguerite, † nach 1318, 1280 Dame de Coligny-le-Vieil et de Chevreau; ⚭Guy, Sire de Montluel, 1280 Seigneur de Coligny-le-Vieil, † vor 1304

            2. Étienne I., † nach 1318, 1272 Seigneur d’Andelot, de Jasseron et de Cressia; ⚭ Isabeau de Forcalquier, † nach 1318, Dame de Cressia, Tochter von Girard – Nachkommen siehe unten

          2. Gautier, † vor 1274, Seigneur d’Andelot; ⚭ Alix de Broyes, Dame d’Andelot, Tochter von Gaucher I. (Maison de Broyes)
            1. Humbert, † 1274, Seigneur d’Andelot

        5. Hugues, 1250 Seigneur de Crelia et de Civrea – Nachkommen † 14. Jahrhundert
        6. Alix, 1216/28 Dame de Cerdon et d’Espierres; ⚭ Humbert II., Sire de Thoire, † vor 1216 (Haus Thoire)

### 14. und 15. Jahrhundert
1. Étienne I., † nach 1318, 1272 Seigneur d’Andelot, de Jasseron et de Cressia; ⚭ Isabeau de Forcalquier, † nach 1318, Dame de Cressia, Tochter von Girard – Vorfahren siehe oben
  1. Jean I., † vor 1318, Seigneur d’Andelot
    1. Étienne II., † 1342, Seigneur d’Andelot, de Beaupont, de Cressia et de la Cueille; ⚭ Eléonore de Villars, Tochter von Humbert V, Sire de Thoire et de Villars (Haus Thoire)
      1. Jean II., † vor 1401, Seigneur de Coligny, d’Andelot, de Beauvoir, de Loysia et de Cressia
        1. Jacques I., genannt Jacquemard, † nach 1434, Seigneur de Coligny-le-Vieil, d’Andelot, de Cressia, de Beaupont, de Fromentes, de Loysia, de Crilia, de Beauvoir, de Boutavant et de Boujailles
          1. Guillaume II., † 1463, Seigneur de Coligny-le-Vieil, d’Andelot, de Beaupont, de Beauvoir, de Fromentes, de Saligny, 1451 Seigneur de Châtillon-sur-Loing, de Dannemarie-en-Puisaye, de Courcelles-le-Roi et de Château-Renard
            1. Jean III., † 1481, Seigneur de Coligny-le-Vieil, d’Andelot, de Châtillon-sur-Loing etc. – Nachkommen siehe unten
            2. Jacques d’Andelot, genannt Lourdin, † 1510, Seigneur de Saligny etc, – Nachkommen † 1694
            3. Antoine d’Andelot, † vor 1496 – Nachkommen † 1664

    2. Jacques, † 1372, 1365 Elekt von Lyon

  2. Béraud I., genannt d’Andelot, 1318 Seigneur de Cressia et de Beaupont – Nachkommen † nach 1410

### Die Herzöge von Coligny und die Grafen von Laval
1. Jean III., † 1481, Seigneur de Coligny-le-Vieil, d’Andelot, de Châtillon-sur-Loing etc. – Vorfahren siehe oben
  1. Jacques II., X 1512, Seigneur de Coligny-le-Vieil, de Châtillon-sur-Loing etc., 1509/12 Prévôt de Paris; ⚭ I 1496 Anne de Chabannes, Erbtochter von Jean, Comte de Dammartin (Haus Chabannes); ⚭ II 1505 Blanche de Tournon
  2. Gaspard I., † 1522, Seigneur de Coligny-le-Vieil, d’Andelot, de Châtillon-sur-Loing, de Dannemarie-en-Puisaye etc., 1516 Marschall von Frankreich; ⚭ Louise de Montmorency, † 1541, Tochter von Guillaume de Montmorency (Stammliste der Montmorency)
    1. Odet, genannt le Cardinal de Châtillon, † vergiftet 1572, 1523 Kardinaldiakon, 1534/53 Erzbischof von Toulouse, 1535/68 Bischof von Beauvais, Pair von Frankreich
    2. Gaspard II., † ermordet 1572, Comte de Coligny, Seigneur de Châtillon-sur-Loing, 1523 Admiral von Frankreich, 1551 Gouverneur und Generalleutnant von Paris und Île-de-France, 1556 von Picardie und Artois, 1560 Hugenottenführer; ⚭ 1547 Charlotte de Laval, Dame de Tinténiac, † 1568, Tochter von Guy XVI., Comte de Laval (Haus Montfort-Laval); ⚭ II 1571 Jacqueline de Montbel, Comtesse d’Entremont, 1573 gefangen, † 1599 im Gefängnis, Tochter von Sébastien de Montbel, Comte d’Entremont
      1. (I) Louise, † 1620; ⚭ I Charles de Teligny, † ermordet 1572; ⚭ II Wilhelm I. Graf von Nassau, Prinz von Oranien, Statthalter von Holland, Seeland und Utrecht, † ermordet 1584 (Haus Nassau)
      2. (I) François, † 1591, Comte de Coligny, Seigneur de Châtillon-sur-Loing etc., 1589 Admiral von Guyenne; ⚭ Marguerite d’Ailly, Tochter von Charles, Baron de Picquigny (Haus Ailly)
        1. Henri, X 1601, Comte de Coligny, Seigneur de Châtillon-sur-Loing etc., Admiral von Guyenne, Gouverneur von Montpellier
        2. Gaspard III., † 1646, Comte de Coligny, 1643 (Erhebung von Châtillon-sur-Loing zur Duché-Pairie Coligny) Duc de Coligny, Pair von Frankreich, Admiral von Guyenne, 1601/22 Gouverneur von Montpellier, 1622 Marschall von Frankreich; ⚭ 1615 Anne de Polignac, † 1651, Tochter von Gabriel de Polignac, Seigneur de Saint-Germain (Haus Polignac)
          1. Henriette, † 1673; ⚭ I Thomas Hamilton, 3. Earl of Haddington, † 1645 (Clan Hamilton); ⚭ II 1647 Gaspard de Champagne, 1636 4. Comte de La Suze, † 1694
          2. Maurice, † Duell 1644, Comte de Coligny
          3. Gaspard IV., X 1649, 1648 Duc de Châtillon, Pair von Frankreich, Marquis d’Andelot; ⚭ 1645 Elisabeth Angélique de Montmorency, † 1695, Tochter von François de Montmorency, Seigneur de Bouteville (Stammliste der Montmorency), sie heiratete 1663 in zweiter Ehe Christian Ludwig I., Herzog von Mecklenburg-Schwerin († 1692)
            1. Henri Gaspard, * posthumus 1649, † 1657, genannt le Duc de Châtillon

          4. Anne, † 1680; ⚭ 1648 Georg II. Herzog von Württemberg in Mömpelgard, † 1699 (Haus Württemberg)

      3. (I) Charles, † 1632, Marquis d’Andelot et de Saint-Bris
        1. François, Marquis d’Andelot, 1621 Marquis de Coligny
        2. Bernard, † vor 1630, 1625 Marquis de Coligny-le-Vieil et d’Andelot
        3. Marguerite, † 1672; ⚭ Peter Ernst III. Graf von Criechingen, † 1636

      4. (II) Béatrix, Comtesse d’Entremont et Montbel, Marquise de Monteiller et de Saint-André-de-Briord; ⚭ 1600 Claude Antoine d’Albon, Baron de Mévouillon et Montauban, † 1618 (Haus Albon)

    3. François, † 1569, Seigneur d’Andelot, de Tanlay, de Courcelles et de La Roche-Bernard; ⚭ I Claude de Rieux, Comtesse de Laval, † 1561, Erbtochter von Claude I. Sire de Rieux et de Rochefort, Comte d’Harcourt et d’Aumale (Haus Rieux); ⚭ II Anna von Salm, † nach 1584, Tochter von Johann VII., Graf von Salm in Mörchingen, Marschall von Lothringen (Stammliste des Hauses Salm)
      1. Paul, genannt Guy XIX de Coligny, † 1586, Comte de Laval, de Montfort, de Saint-Quentin et d’Harcourt, Vicomte de Rennes, Sire de Rieux et de Vitré; ⚭ 1583 Anne d’Alègre, † 1619, Tochter von Christophe, Seigneur de Saint-Just, sie heiratete 1588 in zweiter Ehe Guillaume de Hautemer, Comte und 1611 Duc de Grancey, Marschall von Frankreich († 1613)
        1. Guy XX., † 1605, Comte de Laval, de Montfort, de Saint-Quentin et d’Harcourt, Vicomte de Rennes, Sire de Rieux et de Vitré,

      2. Anne, † nach 1615, Dame de Tanlay; ⚭Jacques Chabot, Comte de Charny, Marquis de Mirebeau, † 1630